# Тибетско плато
Цинхай-Тибетското плато или Тибетска планинска земя (на тибетски: བོད་ས་མཐོ།, bod sa mtho; на китайски: 青藏高原; на пинин: Qīng–Zàng Gāoyuán)) е най-обширното и най-високо плато на Земята, разположено в Централна Азия, предимно на територията на Китай. Наричано е още "Покривът на света".

## Географска характеристика

### Географско положение, граници, големина
Площта на Тибетската планинска земя е около 2 млн. km², а средната ѝ надморска височина е 4000 – 5000 m. Дължина от запад на изток около 1800 km, ширина до 900 km. На запад е ограничена от планинската система на Каракорум, на север – от планинската система на Кунлун, на изток – от Сино-Тибетските планини (в някои източници всички тези планински системи се включват в Тибетската планинска земя и площта ѝ достига до 3 млн. km²), а на юг – от грандиозната верига на Хималаите..

### Релеф
Северните и централните части на платото (местно название Чангтан) представляват редуване на слабо хълмисти или плоски равнини с височина 4600 – 5200 m и относително къси планински хребети с предимно широчинно или субширочинно направление, с височина до 6000 m, с широки и плоски вододели и полегати склонове, слабо засегнати от ерозионните процеси, с многочислени сипеи и каменопади. Като цяло, независимо от огромната височина, Чангтан има среднопланински облик и само отделни върхове, издигащи се над снежната линия, имат алпийски форми на релефа и ледници. Кари, трогови долини, морени и др. се формират над 4500 m. По краищата на Тибетската планинска земя, особено тези граничещи със Сино-тибетските планини и Хималаите, височината на равнинните участъци се понижава до 3500 m и те често приемат вид на междупланински падини, като най-значителната от тях е заета от горните течение на реките Брахмапутра и Инд и с относителни превишения от 2500 – 3000 m. Склоновете на периферните хребети са стръмни, силно разчленени, а долините на реките (особено на изток) образуват грандиозни дълбоки дефилета.

### Геоложки строеж, полезни изкопаеми
Тибетската планинска земя е разположена в пределите на Средиземноморската геосинклинална зона, съставлявайки в нея особено образувание с чертите на планински масив. Разделя се на райони с различна геоложка история в своето развитие. Северотибетския район е изграден предимно от горнопалеозойски карбонатни скали, препокрити на големи пространства с кредни червеноцветни скали. Районът на Каракорум – Тангла е с широко разпространение на морски наслаги с пермска и триаска възраст. В района на големите езера (Намцо, Селинг, Данграюм и др.) обширни пространства са заети от юрски континентални и кредни морски седименти. Районът на Трансхималаите (Гандисишан) е изграден от карбонски и пермски пясъчно-шистови пластове и кредни вулканични скали и гранити. Районът на горните течение на Брахмапутра и Инд се характеризира с развитието на пясъчно-шистови флишеви скали с кредна и палеогенова възраст. Наслагите от горния палеозой и мезозоя са дислоцирани много неравномерно. В повечето райони на планинската земя те образуват широки и полегати брахиантиклинални гънки, които в зоните на разломите стават тесни и стръмни. До средата на кайнозоя Тибетското плато е изпитвало предимно низходящи движения и върху големи части от него са се наслоили дебели морски наслаги. В края на ледниковата епоха започва интензивно издигане средно с по 10 mm годишно (650 m до днес), както и в Хималаите. За продължаващата тектонска активност свидетелстват скорошните (в геоложки смисъл) движения по различни разломи, високата сеизмичност, а също наличието на млади вулкански конуси и термалните източници.
В Северотибетския район са разработват находища на злато и каситерит, в района на Каракорум – Тангла – находища на полиметални руди, а в южните райони с континентални юрски наслаги са свързани находищата на каменни въглища. Множеството безотточни езера (предимно в Чангтан) съдържат големи запаси от сяра и сода.

### Климат
Климатът на платото е суров и сух, което се обуславя от голямата му надморска височина, неговото вътрешно положение на континента и изолираността му от влажните въздушни маси. В северните и централни райони (Чангтан) средната годишна температура е от 0 до 5 °С, зимата е дълга, със студове до -32 °С и малоснежна, а лятото е прохладно (10 – 15 °С, само в отделни дни температурите превишават 20 °С) и даже през юли се наблюдават температури под 0 °С. В долините на юг е значително по-топло – през януари от -2 до -4 °С, през юли 14 – 18 °С. Въздухът на платото е силно разреден, което способства за резките денонощни колебания на температурата със силно охлаждане през нощта и възникване на местни ветрове и чести прашни бури. В по-голямата част от територията на Тибетската планинска земя годишната сума на валежите е от 100 до 200 mm (значителна част във вид на сняг), по перифериите – до 500 mm и повече, а в южните части, изпитващи частичното влияние на летните мусони – до 700 – 1000 mm. Под влияние на голяма сухота на климата снежната линия в Чангтан лежи на височина около 6000 m (най-високо положение на земното кълбо), а по краищата на платото тя се снижава до 5000 – 5500 m. Въпреки това голямата височина на хребетите обуславя съществуването на снежници (фирнови полета) и ледници в почти всички хребети в Тибетската планинска земя. Най-големите площи заети от ледници са в южните части на платото (хребетите Кайлас, Тангла), където падат и най-много валежи.

### Води
Голяма част от Тибетската планинска земя няма външен отток. Територията на Чангтан и граничните с него райони са разделени на редица затворени безотточни басейни с относително къси реки. По краищата на платото, подложени на частичното влияние на мусоните се намират изворите на едни от най-големите реки в Азия и на Земята – Хуанхъ, Яндзъ, Меконг, Салуин, Брахмапутра (Цангпо), Инд. Във вътрешните части на платото реките често имат равнинен характер, а в пределите на периферните планински хребети водността и скоростта им рязко нараства, а долините им придобиват характер на каньони и дефилета. Подхранването на реките е предимно снежно и ледниково (в северните и централните райони) и дъждовно (на юг). Те са с ясно изразено лятно пълноводие, през зимата замръзват, а на отделни равнинни участъци и до дъно. Всички те притежават големи хидроенергийни ресурси, които почти не се използват. По река Барахмапутра (Цангпо) и по някои от нейните притоци е развито местно корабоплаване (по скоро лодкоплаване).
На височина от 4500 до 5300 m са разположени многочислени езера, запълващи дъната на тектонски падини. Най-големите са Намчо, Селинг, Данграюм. Повечето от тях са плитки, често солени или засолени. Широко разпространение имат солончаците. Благодарение на високата концентрация и различното съдържание на соли езерата в Тибетската планинска земя често имат розов, кафяв или друг оттенък на водата. Почти всички са замръзнали от ноември до май.

### Почви, растителност, животински свят
В Тибетската планинска земя най-разпространени са почвите характерни за високопланинските степи и пустини, отличаващи се със силна излуженост, примитивен почвен профил и ниско съдържание на хумус. На значителни участъци почвена и растително покривка липсва и повърхността представлява броня от камъни и чакъл. По периферията на Тибетското плато са разпространени плодородни ливадно-степни и планински ливадни почви.
В Тибетската планинска земя преобладават високопланинските студени пустини и полупустини, за които е характерна ниска (обичайно до 5 sm, по-рядко до 15 sm) рядка тревиста и полухрастова растителност, представена обикновено от храсталаци (терескен, танацетум, ефедра, мирикария, реомюрия), треви (пелин, астрагал, акантолимон, сосюрея) и житни треви (птилагростис и др.). В северната част на Чангтан преобладават мъховете и лишеите, а на места с плитко залягане на подпочвените води – ливадни формации представени от острица, кобрезия, памучна трева и дзука. По източните и южните периферии на платото, където количеството на валежите и височинните различия нарастват се проявява височинната зоналност. Студените пустини и полупустини надолу се сменят с планински степи съставени от типчак, коило, метличина и др., образуващи цялостна покривка. В района на изворите на Яндзъ има участъци с ливади и пасища. По периферните части на платото и по долините на големите реки има храстови участъци от рододендрон, караган, хвойна и др. и малки горички от ива, топола туранга и др.
За северните части на Тибетската планинска земя са характерни дивите копитни животни: як, антилопи оронго и ада, кианг, куку-яман, архар. Широко разпространени са зайци, сеносъбирачи, полевки; от хищниците се срещат мечка, вълк, лисица, такал; от птиците – улар, пухопръста пустинарка, чинка, а също и хищните – хималайски лешояд и дългоопашат орел. Реките и езерата са богати на риба от семействата на пъстървовите и шарановите. В периферните южни и източни части пустинния фаунистичен комплекс се сменя с ливадно-степен. Тук може да се срещне кабарга, мускусен елен, барс (в планините), а от птиците – фазани, гълъби, ястреби, соколи и др.

## Ледникова епоха
Тибетското плато е покрито с леден слой от ледниковата епоха. Благодарение на своята огромна площ, ледникът в субтропиците е бил важен елемент в климатичните промени. С много по-малката си географска ширина ледникът в Тибет отразява най-малко 4 пъти повече енергия от единица площ отколкото ледниците, които се намират на по-големи географски ширини. Това охлаждане има многостранен ефект върху климата в района.
Допълнително тибетските ледници създали ледникови езера въпреки силното изпарение на тази географска ширина. Те са източник на огромно количество наноси за Китайските низини.

## Климатично затопляне
Тибетското плато съдържа едни от най-големите (трети в света) запаси от лед.
„Температурите се покачват четири пъти по-бързо в Китай, откъдето и да е другаде, и Тибетските ледници отстъпват с по-висока скорост, отколкото на което и да е друго място в света.“... „В близък план това ще причини разливане на езерата, наводнения и кални реки.“... „В по-далечен план ледниците са жизненоважен елемент за азиатските реки включително Инд и Ганг. След като ледниците изчезнат, водоснабдяването в тези райони ще бъде в опасност.“